# Terra Galega

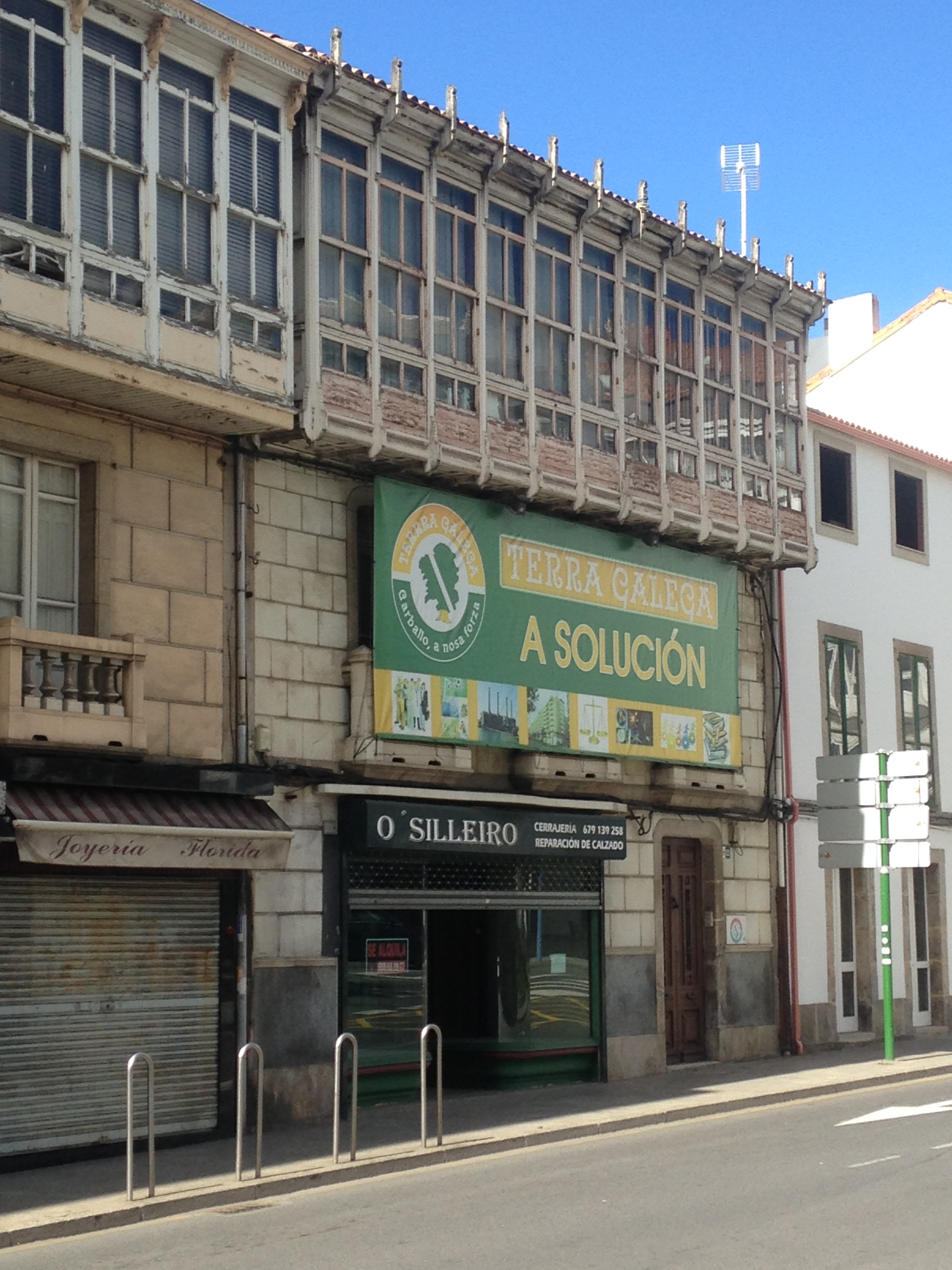
Siège social de Terra Galega à Carballo sur la Praza de Galice

Terra Galega (littéralement terre galicienne, acronyme TEGA) est une coalition de partis politiques galiciens galléguistes de centre/droite formée le 4 novembre 2005.

## Présentation
Le congrès constituant s'est tenu le 20 mai 2006 avec la participation de 500 militants ; Pablo Padín a été élu président et Xoán Gato, maire de Narón, coordonnateur général. Cette coalition regroupe le Centro Democrático Independiente (CDI), Iniciativa Galega, Coalición Galega, Unidade por Narón et quelques autres organisations politiques locales. Mocedade de Terra Galega est l'organisation de jeunesse de Terra Galega. En octobre 2006 Unión Ourensana et six des douze conseillers municipaux du Partido Popular (PP) ont rejoint la coalition.
À sa création comprenait quatre maires et soixante quatre conseillers municipaux repartis sur trente deux communes de Galice.
Aux élections municipales de 2007 la coalition Terra Galega a obtenu 2.05 % sur l'ensemble de la Galice, ce qui s'est traduit par soixante neuf conseillers municipaux répartis sur vingt-neuf communes, et les mairies de Neda, Narón, Valdoviño et Blancos. Terra Galega est ainsi devenue la quatrième force politique de la communauté autonome de Galice. 
Aux élections au Parlement de Galice de 2009, Terra Galega (TEGA) remporte 18 726 voix (1,11 %) et passe derrière l'UPyD.